# Arab Hassan Kabir
Arab Hassan Kabir (tiếng Ả Rập: عرب حسن كبير, cũng được đánh vần là Arab Hasan Kebir) là một ngôi làng ở miền bắc Syria, một phần hành chính của  tỉnh Aleppo, nằm ở phía đông bắc  Aleppo. Các địa phương gần đó bao gồm Manbij ở phía đông nam và Arab Hassan Saghir ở phía bắc. Trong cuộc điều tra dân số năm 2004, nó có dân số 2.763 người.